# Ordine dell'Aquila di Georgia e della Tunica di Nostro Signore Gesù Cristo
L'Ordine dell'Aquila di Georgia e della Tunica Senza Cuciture di Nostro Signore Gesù Cristo, comunemente noto come Ordine dell'Aquila di Georgia, è la più alta onorificenza assegnata dalla Casa Reale di Georgia, il cui capo e gran maestro è il principe David Bagration-Mukhrani, duca di Lasos, principe di Kakheti, principe di Kartli e principe di Mukhrani. Il principe David è divenuto il capo della Casa Reale e gran maestro dell'Ordine alla morte del padre, Jorge Bagration-Mukhrani (pretendente al trono con il nome di Giorgio XIV). Egli ha ereditato, per diritto di sangue (jure sanguinis), il diritto di conferire (fons honorum) le onorificenze della sua casa. È l'attuale pretendente al trono con il nome Davide XIII.
L'Ordine è presente in Italia con una Rettoria.
L'Ordine è riconosciuto dall'ICOC (International Commission for the Orders of Chivalry).

## Storia
La tradizione afferma che l'Ordine fu fondato dalla regina Tamara di Georgia (1184-1213). Nel 1939 il principe Irakli Bagration-Mukhrani lo ripristinò e lo pose come il più alto degli ordini della dinastia Bagration.
Fonti contemporanee sostengono che la regina Tamara di Georgia fondò l'Ordine per aiutare l'Impero di Trebisonda. Diede ai cavalieri georgiani la tunica di Nostro Signore Gesù Cristo e l'Aquila come emblemi per distinguerli dai cavalieri dell'Impero di Trebisonda, che avevano per emblema l'aquila bicipite. Il nome dell'Ordine si riferisce alla Sacra Tunica che Gesù Cristo indossò durante il suo martirio. Secondo la tradizione, dopo che la reliquia fu sorteggiata dai soldati romani, arrivò in Georgia dove fu conservata e poi sepolta nella cattedrale di Svetitskhoveli, accanto alle insegne del re.
Nel 1942, il principe Irakli Bagration-Mukhrani, principe di Kartli, principe ereditario di Mukhransky, duca di Lasos, sovrano gran maestro dell'Ordine dell'Aquila di nonché dell'Ordine della Santa Regina Tamara, fu eletto presidente dell'Unione dei georgiani tradizionalisti, un gruppo che aveva come obiettivo la restaurazione di una Georgia libera e indipendente sotto una monarchia costituzionale.
Alla sua morte, avvenuta nel 1977, al principe Irakly succedette il figlio primogenito, il principe Jorge, che preferì mantenere l'Ordine all'interno della cerchia ristretta della sua famiglia per motivi di discrezione e politica dinastica. Nel 2001 decise di ricominciare a concederlo per premiare l'eccellenza e il merito. Dopo il 2003 il principe diede all'Ordine una nuova Costituzione, stabilendo i termini e le condizioni in base al quale è attualmente governato dal principe David. Fin dall'inizio, Jorge, come afferma il suo erede, voleva che l'Ordine fosse uno strumento efficace di assistenza per il popolo della Georgia.
Durante il gran magistero del principe Jorge, personaggi importanti della nobiltà e della sovranità entrarono nell'Ordine. Questi includono Dom Miguel de Braganca, Duca di Viseu e Infante del Portogallo, che è un Cavaliere di Gran Croce.
Parlando alla legittimità dei Mukhrani come fons honorum, altri reali che accettarono l'Ordine comprendono la granduchessa Marija Vladimirovna Romanova, pretendente al trono di Russia e capo ampiamente accettato (ma contestato) della dinastia imperiale Romanov, che è una dama di gran Croce e cugina di primo grado del principe David. Il sito web della granduchessa afferma che nel 2010 ha creato un nuovo ordine di cavalleria per le donne. In particolare, sua madre era la principessa Leonida Bagration-Mukhrani, ed essendo vedova di Vladimir Kirillovič Romanov, fu l'ultima Romanov (anche se per matrimonio) a nascere nell'Impero russo ed era la prozia dell'attuale gran maestro dell'Ordine, il principe David.
In relazione all'accettazione della fons honorum dell'Ordine, nel 1991 il Parlamento georgiano riconobbe il principe Jorge come capo della Casa Reale di Georgia.
Nel 1995 il gran maestro si recò in Georgia con la granduchessa Marija e il granduca Georgij e incontrò il presidente georgiano Eduard Shevardnadze, che dichiarò al principe Jorge: "Mio Signore, sei nella tua patria che ha bisogno della Famiglia reale per mantenere la sua unità".
Dato il lungo esilio dei Mukhrani in Spagna e il restauro dell'ordine nel 1939, non è sorprendente il fatto che molti membri dell'ordine siano spagnoli, compresi molti aristocratici. Anche molto recentemente, il quotidiano spagnolo La Razón ad esempio, offrì il resoconto di una cerimonia di investitura tenutasi nel 2013 a Valencia e officiata dal principe David. L'articolo elencava un elenco di luminari e uomini d'affari georgiani e spagnoli che avevano ricevuto il cavalierato. Tra gli ospiti illustri c'erano il principe Andres Salvadore di Asburgo-Lorena e Salm-San, arciduca d'Austria e principe di Boemia e Ungheria. Il governo spagnolo accordò formalmente ai principi Bagration-Moukkrhani la qualifica di "Altezza Reale", sebbene il titolo fosse stato quello di Altezza Serenissima prima della diaspora Mukrhani.
Il principe David ha recentemente onorato Duarte Pio di Braganza con il gran collare dell'Ordine, nell'ambito di uno scambio di decorazioni.
Per porre fine all'era dell'esilio e per legare l'Ordine e la rivendicazione dei Mukhrani alle loro radici reali georgiane, il principe David nel 2008 si trasferì in Georgia. L'anno prima il patriarca della Georgia Elia II, che detiene il gran collare dell'Ordine, aveva chiesto il ripristino della monarchia georgiana. David ottenne la cittadinanza e un anno dopo, con una celebrazione che ricevette ampia attenzione da parte dei media, sposò la principessa Ana, erede del ramo dei Bragation-Grazinsky, rivale del suo.
La principessa Ana era, lei stessa, una dama di gran collare dell'Ordine. Questo evento venne definito dalla dott.ssa Silvia Serrano, professore di giurisprudenza all'Università Clermont-Auvergne, come "una simbolica unione di vari principi legittimanti per storia, nazione, religione". Questa partita suscitò un diffuso interesse per la rinascita di una monarchia costituzionale. La coppia reale divorziò nel 2013, ma non prima di aver dato alla luce il principe Giorgi, "figlio ed erede di due dinastie" che dalla nascita ha il titolo di gran collare dell'Ordine.  Il principe Giorgi è spesso raffigurato con la sua miniatura dell'Ordine su un tradizionale Choka bianco.
La rilevanza simbolica dell'Ordine per l'indipendenza georgiana non solo ricorda la lunga serie di monarchi della nazione ma riflette le realtà politiche contemporanee. Significativamente, l'Ordine dell'Aquila di Georgia è stato conferito all'ex Primo ministro georgiano Bidzina Ivanishvili, che aveva fondato il partito Sogno Georgiano, che comprendeva il Partito dei Nuovi Diritti, favorevole alla monarchia e parte di una coalizione ampiamente influenzata dal patriarca Elia II che, secondo i sondaggi, è l'uomo che gode della maggior fiducia dei cittadini georgiani. A confermare la legittimità dell'Ordine è il fatto il 16 dicembre 2018 il principe David fu invitato all'inaugurazione del mandato della prima donna presidente della Georgia, da lungo tempo pro-occidente e sostenitrice del re, Salomé Zourabichvili. Ella stessa scelse come sede della cerimonia una delle ultime residenze reali del vecchio Regno di Georgia per celebrare il ricco patrimonio monarchico del paese e il suo futuro pendente verso l'Occidente.
L'ordine dinastico è valutato come un autentico ordine di cavalleria ma con standard leggermente diversi. In Burke's Peerage è definito come un ordine "fondato da pretendenti reali in esilio". La Commissione internazionale sugli ordini cavallereschi lo convalida come una "nuova istituzione cavalleresca fondata dal capo di una dinastia regnante". La Società Augustana lo definisce come un'onorificenza di una dinastia non regnante.
Il lungo esilio della famiglia Mukhrani-Bagration in Spagna generò profondi legami con quel paese al punto che l'Ordine è evidenziato in un elenco di ordini notevoli sul sito web di Blasones Hispanos, Ordenes Dinasticas. David Bagration-Mukhrani venne invitato alla cerimonia di investitura di re Filippo VI di Spagna, ottenendo di fatto il sostegno per il suo ruolo da parte di una delle più antiche case reali d'Europa.
L'8 marzo 2017, Richard, duca di Gloucester, e sua moglie Birgitte, a nome di Sua Maestà la regina Elisabetta II, ricevettero il gran collare dell'Ordine dell'Aquila di Georgia" dal principe David concessole in onore del suo 90º compleanno. Questo rappresenta la prima volta che la regina ha accettato un ordine cavalleresco da parte del capo di una Casa reale non regnante. Questo fatto venne confermato dalla pubblicazione della registrazione ufficiale degli impegni reali nella circolare della Corte.

## Classi
L'Ordine dispone delle seguenti classi di benemerenza:
- Gran Collare
- Cavaliere di Gran Croce
- Grand'Ufficiale
- Commendatore
- Cavaliere
- Ufficiale
- Membro

| Nastri |           |           |              |                 |                         |         |
| Membro | Ufficiale | Cavaliere | Commendatore | Grand'Ufficiale | Cavaliere di Gran Croce | Collare |